# Йохан Фридрих от Саксония-Ваймар
Йохан Фридрих (на немски: Johann Friedrich von Sachsen-Weimar; 19 септември 1600, Алтенбург; † 17 октомври 1628, Ваймар) от рода на Ваймерските Ернестински Ветини, е херцог на Саксония-Ваймар.

## Живот
Син е на херцог Йохан III от Саксония-Ваймар (1570 – 1605) и съпругата му Доротея Мария фон Анхалт (1574 – 1617) от род Аскани, дъщеря на княз Йоахим Ернст от Анхалт и сестра на княз Лудвиг I от Анхалт-Кьотен. Негови братя са Йохан Ернст I, Фридрих, Вилхелм IV, Албрехт, Бернхард и Ернст I.
Йохан Фридрих не следва, както братята му в университет Йена. През 1619 г. той е приет от чичо му княз Лудвиг I от Анхалт-Кьотен в литературното Плодоносно общество (Fruchtbringende Gesellschaft), в книгата под Нр. 18. От 1619 до 1621 г. придружава брат си херцог Албрехт в пътуването му през Франция и Швейцария.
През 1622 г. херцог Йохан Фридрих се бие заедно с брат му Бернхард на страната на Баден във Вимпфен. След три години, на 25 години, той става полковник при брат си Йохан Ернст Младши. По политически причини братята се скарват и Йохан Фридрих е арестуван.
През 1627 г. херцог Йохан Фридрих прави опит да се включи към Тили, но е открит и отново затворен от братята му.
Херцог Йохан Фридрих цял живот се интересува от алхимия. На 16 октомври 1628 г. той признава писмено в затвора пакт с дявола. На 17 октомври, след един ден, намират херцог Йохан Фридрих мъртъв в килията му.